# Lai Bakya
Lai Bakya és un riu de l'Índia a l'estat de Bihar. És afluent del Baghmati al que desaigua prop d'Adauri. Bots petits el poden navegar al temps de les pluges fins a l'altura de Murpa.